# Vithuvad hackspett
Vithuvad hackspett (Leuconotopicus albolarvatus) är en fågel i familjen hackspettar inom ordningen hackspettartade fåglar.

## Utseende och läten
Vithuvad hackspett är en medelstor (24 cm), helt omisskännlig hackspett med unik färgteckning: helvitt huvud, helsvart kropp och vita handpennebaser som syns om ett vitt streck på sittande fågels vinge. Hanen är röd i nacken, honan svart. Lätet är ett vasst, två- eller trestavigt "pitik", likt chaparralspetten men ljusare och fallande. Trumningen är relativt lång och medelsnabb.

## Utbredning och systematik
Vithuvad hackspett delas in i två underarter med följande utbredning:
- albolarvatus – förekommer i barrskogar i bergen från södra British Columbia till sydvästra USA
- gravirostris – förekommer i sydvästra Kalifornien (Los Angeles-bergen och San Diego-regionen)

### Släktestillhörighet
Arten placerades tidigare i släktet Picoides, men DNA-studier visar att den inte alls är närbesläktad med typarten i Picoides, tretåig hackspett. Istället hör den till en grupp övervägande amerikanska hackspettar som även inkluderar släktet Veniliornis. Den förs därför nu till ett annat släkte, antingen tillsammans med närmaste släktingarna hårspett, arizonaspett, vulkanspett, tallspett och rökbrun hackspett till Leuconotopicus eller så inkluderas de tillsammans med Veniliornis-arterna i Dryobates.

## Status
Arten har ett stort utbredningsområde och en stor population som tros vara stabil. Utifrån dessa kriterier kategoriserar IUCN arten som livskraftig (LC).